# Hội nghị Thượng đỉnh Trái Đất

Hội nghị Thượng đỉnh Trái Đất là một sự kiện của UN

Hội nghị Liên hiệp quốc về Môi trường và Phát triển  (UNCED), còn được gọi là Hội nghị Thượng đỉnh Trái Đất Rio de Janeiro và Hội nghị Rio (tiếng Bồ Đào Nha: ECO92), là một hội nghị của Liên Hợp Quốc được tổ chức tại Rio de Janeiro từ ngày 3 tới ngày 14 tháng 6 năm 1992.
Vào năm 2012, Hội nghị Liên Hợp Quốc về Phát triển Bền vững cũng đã được tổ chức tại Rio, và cũng thường được gọi là Rio+20 hoặc Hội nghị Thượng đỉnh Trái Đất Rio 2012. Nó được tổ chức từ 13 tới 22 tháng 6.

## Tổng quan
172 chính phủ tham gia, với 116 quốc gia gửi tới hội nghị người đứng đầu nhà nước hay chính phủ. Khoảng 2.400 đại diện của các tổ chức phi chính phủ đã tham dự, cùng với 17.000 người tại tổ chức phi chính phủ song song "Diễn đàn Toàn cầu", những người này có chức năng tư vấn.
Các vấn đề được đưa ra bao gồm:
- Nghiên cứu có hệ thống các mô hình sản xuất — đặc biệt là việc sản xuất của các thành phần độc hại, chẳng hạn như chì trong xăng, hoặc chất thải độc hại bao gồm cả hóa chất phóng xạ
- các nguồn năng lượng thay thế để thay thế việc sử dụng nhiên liệu hóa thạch mà các đại diện của chúng có liên quan đến biến đổi khí hậu toàn cầu
- Sự tin cậy mới vào hệ thống giao thông công cộng để giảm thiểu lượng khí thải từ các phương tiện giao thông, việc ùn tắc trong thành phố và các vấn đề sức khỏe gây ra bởi ô nhiễm không khí và khói
- lượng sử dụng ngày càng tăng và nguồn cung có giới hạn của nước

Một thành tựu quan trọng của hội nghị là sự đồng thuận về Công ước khung Liên Hợp Quốc về Biến đổi Khí hậu, thứ sau đó dẫn đến Nghị định thư Kyoto và Thỏa thuận chung Paris. Một thỏa thuận khác đạt được là "không thực hiện bất kỳ hoạt động trên vùng đất của người dân bản địa mà sẽ gây ra sự suy thoái môi trường  hoặc là sẽ không phù hợp với văn hóa".
Công ước về Đa dạng Sinh học đã được ký tại Hội nghị Thượng đỉnh Trái Đất, và đã tạo ra bước khởi đầu trong việc tái xác định các thước đo mà vốn đã không khuyến khích việc phá hủy các vùng sinh thái tự  nhiên và cái được gọi là tăng trưởng không thuộc về kinh tế.
Mặc dù Tổng thống George H. Bush đã ký Công ước về Khí hậu, giám đốc Cơ quan Bảo vệ Môi sinh Hoa Kỳ William K. Reilly thừa nhận rằng mục tiêu của Mỹ tại hội nghị thật khó khăn để thương lượng và các kết quả quốc tế của cơ quan này đã bị pha trộn, bao gồm sự thất bại của Mỹ trong việc ký Công ước về Đa dạng Sinh học.
Mười hai thành phố cũng đã được vinh danh bởi Giải thưởng Vinh danh Chính phủ Địa phương (Local Government Honours Award) vì những chương trình môi trường địa phương sáng tạo. Những thành phố này bao gồm thành phố Sudbury thuộc Canada cho chương trình đầy tham vọng nhằm phục hồi những thiệt hại về môi trường từ ngành công nghiệp khai thác mỏ của địa phương, thành phố Austin ở Hoa Kỳ cho chiến dịch tòa nhà xanh, và Kitakyūshū ở Nhật cho việc kết hợp chương trình giáo dục quốc tế và bộ phận đào tạo vào chương trình kiểm soát ô nhiễm tại thành phố.

### Kết quả
Hội nghị Thượng đỉnh Trái Đất đã có kết quả là các tài liệu dưới đây: 
- Tuyên bố Rio về Môi trường và Phát triển[3]
- Chương trình nghị sự 21[4][5]
- Các nguyên tắc bảo vệ Rừng

Hơn nữa, các Thỏa thuận ràng buộc về mặt pháp lý quan trọng (Công ước Rio) đã được đưa ra để ký:
- Công ước về Đa dạng sinh học[6]
- Công ước khung Liên Hợp Quốc về Biến đổi Khí hậu (UNFCCC)
- Công ước Chống Sa mạc hóa của Liên Hợp Quốc

Để đảm bảo tuân thủ các thỏa thuận ở Rio (đặc biệt là Tuyên bố Rio về Môi trường và Phát triển và chương trình Nghị sự 21), các đại biểu của Hội nghị Thượng đỉnh Trái Đất đã thành lập Ủy ban Phát triển Bền vững (CSD). Trong năm 2013, CSD đã được thay thế bởi Diễn đàn chính trị cấp cao về Phát triển Bền vững, diễn đàn này họp hàng năm như một phần của  đáp ứng mỗi năm như là một phần của cuộc họp ECOSOC, và cứ mỗi bốn năm như là một phần của cuộc họp Đại hội đồng.
Các nhà phê bình chỉ ra rằng nhiều thỏa thuận được tạo ra tại Rio đã không được thực hiện liên quan tới những vấn đề cơ bản như chống lại nạn nghèo và làm sạch môi trường.
Tổ chức Chữ thập Xanh Quốc tế đã được thành lập để xây dựng dựa trên các kết quả đạt được của Hội nghị.
Bản đầu tiên của Đánh giá Chất lượng Nước, được công bố bởi những WHO/Chapman & Hall, đã được đưa ra ở Diễn đàn Toàn cầu Rio.